# جايسون خيمينيز
جايسون خيمينيز (بالإنجليزية: Jason Jiménez)‏ هو لاعب كرة قاعدة أمريكي، ولد في 10 يناير 1976 في موديستو في الولايات المتحدة.

## وصلات خارجية
- جايسون خيمينيز على موقعبيزبول رفرنس.كوم (الدوري الرئيسي) (الإنجليزية)
- جايسون خيمينيز على موقعبيزبول رفرنس.كوم (الدوري الثانوي) (الإنجليزية)